# Lasjön, Småland
Lasjön är en sjö i Hylte kommun i Småland och ingår i Nissans huvudavrinningsområde.